# Dzień z życia
Dzień z życia (ang. Life in a Day) – amerykańsko-brytyjski film dokumentalny z 2011 roku, który jest wynikiem akcji zorganizowanej przez portal YouTube z okazji ich 5 urodzin. Internauci z całego świata (z 197 krajów) nadesłali materiał filmowy nakręcony dokładnie 24 lipca 2010 i zawierający wolne odpowiedzi na pytania: Czego się najbardziej boisz? Jaka jest zawartość twojej torebki? Co kochasz? Czym ciebie najłatwiej rozśmieszyć?. Z ponad 80 000 nadesłanych filmów (4500 godzin materiału) został zmontowany pod okiem Ridleya Scotta (jako producenta) i Kevina Macdonalda (jako reżysera) 90-minutowy film dokumentalny. 
Kinowa premiera filmu odbyła się podczas festiwalu filmowego Sundance 27 stycznia 2011. Dokument jednocześnie miał swoją premierę w serwisie YouTube, gdzie jest dostępny za darmo. 31 października 2011 YouTube poinformował, że Dzień z życia będzie dostępny za darmo na ich stronie internetowej, oraz na DVD.
Film ten jest uznawany przez krytyków takich jak Yumi Goto (Time) czy Michael O'Sullivan (The Washington Post) za rezultat zjawisk takich jak crowdsourcing i web 2.0.
Wśród osób, które nadesłały swoje filmy do twórców projektu znalazł się jeden Polak, Tomasz Skowroński, zakopiański dziennikarz jednej ze stacji informacyjnych.